# Иткин, Моисей Рувимович
 Моисей Рувимович Иткин  (15 марта 1920, Ростове-на-Дону — 29 мая 2005, там же) — советский поэт, врач. Член Союза российских писателей с 1977 года.

## Биография
Родился в семье врачей. В 1944 году окончил Ташкентский медицинский институт (лечебный факультет). Майор медицинской службы. В 1944—1954 годах служил военным врачом в Узбекистане, врачом сов. экспедиции в Монголии (1955—1958). В 1958—1984 годах работал врачом-офтальмологом в Ростове-на-Дону. Участник Великой Отечественной войны. Был тяжело ранен.
Умер М. Р. Иткин 29 мая 2005 г. Похоронен на Еврейском кладбище Ростова-на-Дону.

## Творчество
Литературную деятельность начал в 1950 году. С 1993 по 2004 г. вышло девять его поэтических сборников.
Основные публикации: 65 стихотворений в журнале «Донская волна»; 46 стихотворений в коллективном сборнике «Синий голос». Ростиздат, 1990.
Моисей Иткин — поэт-лирик того направления, которое в русской поэзии восходит к Тютчеву.

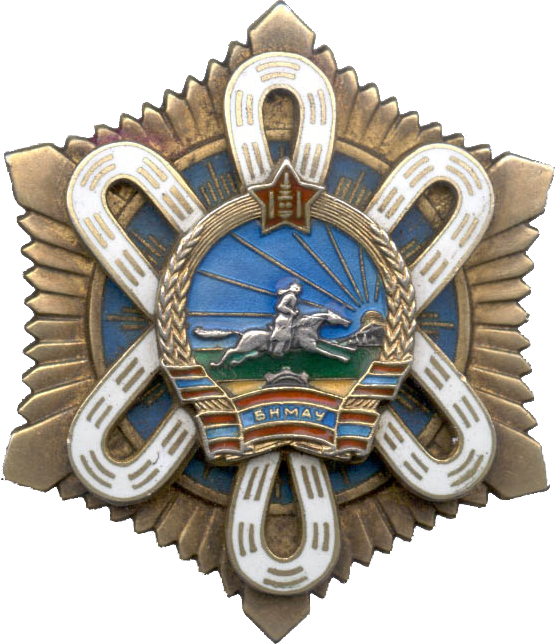
Орден Полярной звезды (4 тип с 1970 года)

Активно участвовал в работе ростовского литературного объединения «Созвучие», обучая поэтическому мастерству молодых авторов.

## Награды
Моисей Рувимович Иткин награждён орденом Отечественной войны I степени, медалями «За боевые заслуги» и «За победу над Германией», монгольским орденом «Полярная звезда», китайским орденом «Знак Дружбы», медалями «Ветеран труда», «40 лет Победы», «Георгий Жуков» и рядом других медалей.
Лауреат областных литературных премий.
К 85-летнему юбилею получил Благодарственное письмо Министерства культуры Ростовской области.

## Произведения Иткина
Отдельные издания
- Многоэтажное дерево: Поэтический сборник. — Ростов н/Д: Личный интерес, 1993.
- Нечаянная книга: Поэтический сборник. — Ростов н/Д: Гефест, 1996.
- Сонет с цветком: Поэтический сборник. — Ростов н/Д, 1998.
- Синица в небе: Поэтический сборник. — Ростов н/Д, 1998.
- Из двух книг: Поэтический сборник. — Ростов н/Д, 2000.
- Серебряная нить: Поэтический сборник. — Ростов н/Д, 2000.
- На флейте и виоле (Моё избранное): Поэтический сборник. — Ростов н/Д, 2001.
- Вернуть рассвет (Седьмая книга стихов): Поэтический сборник. — Ростов н/Д, 2003.
- И нету повторений…: Поэтический сборник. — Таганрог: Ю. Д. Кучмы, 2004.